# Incidente ferroviario di Brescia
L'incidente ferroviario di Brescia è stato uno scontro tra un treno merci e il treno diretto Venezia-Milano sul deviatoio del Bivio Mella, al km 79+797 della tratta ferroviaria Brescia-Milano, circa 3 km oltre la stazione di Brescia, avvenuto il 3 novembre 1967.

## Dinamica dei fatti
Il 3 novembre del 1967, poco dopo le ore 23:50, il treno merci raccoglitore n. 5616, partito dallo scalo smistamento di Brescia avendo ricevuta la via libera speronò lateralmente, all'altezza della 5ª carrozza, il treno diretto n. 198 che, alle 23:52, era partito dalla stazione di Brescia in direzione di Milano, con circa venti minuti di ritardo a causa della fitta nebbia. L'urto avvenne sull'ultimo scambio di immissione in piena linea, fu violento e provocò lo spezzamento del treno passeggeri in due tronconi: le prime cinque carrozze proseguirono strisciando sui binari. Una si inclinò verso il margine del ponte sul fiume Mella abbattendo la barriera metallica di protezione e, superato il ponte, si fermò in una scarpata. Le altre carrozze deragliate continuarono a strisciare fuori dai binari accavallandosi. 
Il locomotore investitore si rovesciò lateralmente e precipitò nella scarpata laterale verso il fiume fermandosi prima dell'acqua. L'addetto alla cabina di smistamento diede l'allarme alla stazione e poi si rese irreperibile. I soccorritori, giunti in breve tempo, estrassero i viaggiatori feriti dalle carrozze e i due macchinisti dalla cabina trasportandoli tutti in breve tempo nei vari ospedali di Brescia. La linea rimase bloccata su ambedue i binari fino al giorno seguente.

## I treni coinvolti
- Treno merci raccoglitore n. 5616 Brescia-Milano composto di una locomotiva elettrica e 15 carri merci.
- Treno diretto n. 198, Venezia-Milano, composto di locomotiva, 11 carrozze viaggiatori di 1ª e 2ª classe e un bagagliaio[3].

## L'inchiesta
Il Procuratore della Repubblica di Brescia avviò una serie di accertamenti preliminari con interrogatori e sopralluoghi. I tecnici del Compartimento di Milano delle Ferrovie dello Stato eseguirono a loro volta una serie di rilievi. Fu appurato che l'incidente, avvenuto di notte e nella nebbia, era stato causato dall'errore dell'addetto alla cabina di blocco il quale aveva dato via libera al merci mentre era già esistente la via libera per il transito del diretto Venezia-Milano. Il procuratore emise quindi un mandato di cattura contro il responsabile che si era reso irreperibile dopo il disastro con le imputazioni di "disastro ferroviario colposo e lesioni gravissime plurime colpose", poi aggravate dall'imputazione di omicidio colposo.
La ricostruzione dei fatti appurò che il treno diretto era giunto alla stazione di Brescia alle 23:23. Alle 23:52, avuto il segnale di via libera, ripartì e raggiunse la velocità di circa 80 km/h in prossimità del ponte sul fiume Mella, circa due chilometri più avanti. 
Poco prima dal fascio di binari dello scalo di Brescia denominato "piccola velocità" partì il treno merci raccoglitore n. 5616 avendo ricevuto dal posto di blocco la segnalazione di via libera. Il convoglio avanzò fino agli scambi di piena linea a bassa velocità, immerso nella nebbia. Improvvisamente il macchinista intravide la sagoma del diretto e azionò, invano, la frenata rapida.

## Le vittime
Nello scontro rimasero ferite 42 persone, tra quelle che viaggiavano nelle carrozze deragliate e i macchinisti del treno merci. Alcuni viaggiatori erano in condizioni gravi ed uno in pericolo di vita essendo stato trapassato da una sbarra metallica : morirà due giorni dopo nel reparto di rianimazione degli Spedali Civili di Brescia.